# Niccolò Alberti
Niccolò Alberti, talvolta indicato come Auberti o Uberti, pseudonimo di Niccolò da Prato (Prato, 1250 circa – Avignone, 1º aprile 1321), è stato un cardinale e vescovo cattolico italiano.

## Biografia
Le sue origini sono sconosciute: apparteneva forse alla famiglia degli Albertini conti di Prato, ma non ci sono notizie certe sulla sua appartenenza a una famiglia nobiliare toscana. L'unica notizia certa sulla famiglia è che la madre era della famiglia pratese dei Bolsinghi.
Entrò nell'ordine domenicano a Firenze nel 1266 (professando in Santa Maria Novella) insegnò a Roma e a Firenze. Risale al 1296 la sua nomina a procuratore generale dell'ordine.
Nel 1299 fu nominato vescovo di Spoleto, carica che mantenne fino alla nomina a cardinale.
Divenne vescovo di Ostia e fu poi nominato cardinale vescovo da Benedetto XI (pure lui domenicano) il 18 dicembre 1303.
Nel 1304 il papa lo inviò come legato in Romagna, nella Marca Trevigiana e in Toscana per tentare una pacificazione tra le varie fazioni. A Firenze in particolare egli tentò di arginare gli scontri tra guelfi bianchi e neri dopo la crisi del 1302 che segnò gravi scontri in città, con l'arrivo di Carlo di Valois e l'esilio dei guelfi bianchi, tra i quali Dante Alighieri.
Il cardinale era pure legato ai bianchi di Firenze, in particolare aveva come suo segretario ser Petracco, il notaio padre di Francesco Petrarca, che era stato esiliato nel 1302. Petracco rientrò con Niccolò a Firenze e il cardinale si adoperò molto per una pacificazione cercando di far cancellare la pena dell'esilio per alcuni fuorusciti, almeno temporaneamente, ma senza alcun successo. Non potendo mascherare il suo fallimento, lasciò la città.
Dal 1311 fu legato in Italia per papa Clemente V, residente ad Avignone.
Nel 1313 divenne decano del Sacro Collegio.
Morì nel 1321 ad Avignone, ultimo superstite delle nomine cardinalizie di Benedetto XI.
Petrarca lo ricorda affettuosamente in una poesia del Senile (XVI, 1). Grazie a un suo lascito furono edificati il monastero e la chiesa di San Niccolò a Prato.

## Successione apostolica
La successione apostolica è:
- Vescovo Philipp von Rathsamhausen (1306)
- Vescovo Guarino, O.P. (1306)
- Vescovo Ruggero (1306)
- Vescovo Giacomo (1307)
- Vescovo Landolfo I (1307)
- Vescovo Goffredo, O.F.M. (1307)
- Arcivescovo Giacomo I (1307)
- Vescovo Gerardo Albuini, O.F.M. (1307)
- Vescovo Pellegrino da Città di Castello, O.F.M. (1307)
- Vescovo Andrea da Perugia, O.F.M. (1307)
- Vescovo Nicola da Bantia, O.F.M. (1307)
- Vescovo Andreuccio da Assisi, O.F.M. (1307)
- Vescovo Ulrich Seifridsdorf, O.F.M. (1307)
- Vescovo Guglielmo Franchi, O.F.M. (1307)
- Arcivescovo Walter Joyce, O.P. (1307)
- Vescovo Nicholas (1307)
- Arcivescovo Máel Sechlain Mac Áeda (1310)
- Arcivescovo Simone Saltarelli, O.P. (1316)
- Arcivescovo Borzysław (1316)
- Arcivescovo Jan Janisław (1317)
- Papa Giovanni XXII (1317)
- Vescovo Thomas Cobham (1317)
- Vescovo Adam Orleton (1317)
- Arcivescovo László Jánki, O.F.M. (1317)
- Arcivescovo Alexander de Bicknor (1317)
- Vescovo Guillaume d'Étienne (1318)
- Arcivescovo Bérenger de Landorre, O.P. (1318)
- Vescovo Nicola (1318)
- Cardinale Pierre des Prés (1318)
- Vescovo John de Egglescliffe, O.P. (1318)
- Pseudocardinale Giacomo Alberti (1319)
- Vescovo Hamo Hethe, O.S.B. (1319)